# عمر بونس
عمر بونس هو لاعب كرة قدم وحكم كرة قدم إكوادوري، ولد في 25 يناير 1977 في غواياكيل في الإكوادور.